# Gran Premi dels Estats Units del 1966
Resultats del Gran Premi dels Estats Units de Fórmula 1 de la temporada 1966, disputat al circuit de Watkins Glen el 2 d'octubre del 1966.

## Resultats de la cursa
| Pos | No | Pilot           | Equip             | Voltes | Temps/ Retir.     | Pos. de sort. | Punts |
| --- | -- | --------------- | ----------------- | ------ | ----------------- | ------------- | ----- |
| 1   | 1  | Jim Clark       | Lotus - BRM       | 108    | 2h 09' 40. 11     | 2             | 9     |
| 2   | 8  | Jochen Rindt    | Cooper - Maserati | 107    | Sense combustible | 9             | 6     |
| 3   | 7  | John Surtees    | Cooper - Maserati | 107    | + 1 Volta         | 4             | 4     |
| 4   | 19 | Jo Siffert      | Cooper - Maserati | 105    | + 3 Voltes        | 13            | 3     |
| 5   | 17 | Bruce McLaren   | McLaren - Ford    | 105    | + 3 Voltes        | 11            | 2     |
| 6   | 2  | Peter Arundell  | Lotus - Climax    | 101    | + 7 Voltes        | 19            | 1     |
| Ret | 10 | Innes Ireland   | BRM               | 96     | Alternador        | 17            |       |
| NC  | 12 | Richie Ginther  | Honda             | 81     | No Classificat    | 8             |       |
| Ret | 18 | Mike Spence     | Lotus - BRM       | 74     | Encesa            | 12            |       |
| Ret | 14 | Ronnie Bucknum  | Honda             | 58     | Motor             | 18            |       |
| NC  | 22 | Jo Bonnier      | Cooper - Maserati | 57     | No Classificat    | 15            |       |
| Ret | 5  | Jack Brabham    | Brabham - Repco   | 55     | Motor             | 1             |       |
| Ret | 4  | Jackie Stewart  | BRM               | 53     | Motor             | 6             |       |
| Ret | 3  | Graham Hill     | BRM               | 52     | Diferencial       | 5             |       |
| Ret | 9  | Lorenzo Bandini | Ferrari           | 34     | Motor             | 3             |       |
| Ret | 6  | Denny Hulme     | Brabham - Repco   | 18     | Motor             | 7             |       |
| Ret | 11 | Pedro Rodríguez | Lotus - BRM       | 13     | Retirada          | 10            |       |
| Ret | 15 | Dan Gurney      | Eagle - Weslake   | 13     | Embragatge        | 14            |       |
| DSQ | 16 | Bob Bondurant   | Eagle - Climax    | 5      | Desqualificat     | 16            |       |

## Altres
- Pole: Jack Brabham 1' 09. 42

- Volta ràpida: John Surtees 1' 09. 67 (a la volta 31)